# Cameia
Cameia (auch Kameia, nach ihrer Hauptstadt auch Lumege oder Lumeje) ist ein Kreis im Osten Angolas. Bekannt ist der Cameia-Nationalpark, der zu einem wesentlichen Teil im Kreis Cameia liegt.

## Geschichte
Ab Mitte des 19. Jahrhunderts weitete die portugiesische Kolonialverwaltung ihre unmittelbare Kontrolle auf das gesamte Gebiet der Kolonie Angola aus. Sie traf dabei häufig auf Widerstand lokaler Herrscher, auch im Gebiet des heutigen Kreises Cameia. Die Portugiesen errichteten daraufhin auch hier eine Festung, die sie Forte Cameia nannten, nach dem von portugiesischen Truppen getöteten Kameia, einem Soba (lokales Oberhaupt) der hier ansässigen Luvale. Um die Festung herum entstand eine Ortschaft, die den Namen Forte Cameia trug. Am 12. Mai 1965 wurde Cameia zur Kleinstadt (Vila) erhoben und Sitz eines eigenen Kreises.
Nach der Unabhängigkeit des Landes legte der Kreis seinen portugiesischen Ortsnamen Forte Cameia ab und wird seither als Cameia oder auch Kameia geführt, während der eigentliche Ort seither als Lumege oder auch Lumeje bezeichnet ist. Gelegentlich wird auch der Kreis nach seiner Hauptstadt Lumege oder Lumeje, und in anderen Fällen auch die Stadt Lumeje nach dem Kreis Cameia oder Kameia genannt.

## Verwaltung
Cameia ist ein Kreis (Município) im Westen der Provinz Moxico Leste.
Sitz des Kreises ist die Stadt Lumeje (auch Lumege).

## Bildung und Gesundheit
2013 wurden im Kreis Cameia etwa 11.000 Schüler von 302 Lehrern unterrichtet. Im Kreis sind 12 feste und einige provisorische Schulen eingerichtet, von Grundschule bis zur weiterführenden Schule bis zur 12. Klasse.
Im Zuge der Wiederaufbauprogramme der Regierung nach Friedensschluss 2002 erhielt Cameia sein erstes Kreiskrankenhaus, mit Geburtszentrum, Analyselabor und Operationszentrum.

## Verkehr
Cameia liegt an der Benguelabahn. Am 29. November 2013 wurde auch die letzte Teilstrecke bis Luau wieder dem Verkehr übergeben, nachdem sie lange Jahr stillstand, infolge des angolanischen Bürgerkriegs (1975–2002). Zeitgleich wurde der neue Bahnhof von Cameia eröffnet.

## Wirtschaft
Der Kreis Cameia ist stark landwirtschaftlich geprägt. Auch der Fischfang in den Flüssen des Kreises ist von Bedeutung. In Folge der zurückgehenden Flüchtlingsströme und insbesondere der allgemeinen wirtschaftlichen Erholung nach Ende des Bürgerkrieges 2002 ist inzwischen auch die landwirtschaftliche Produktion im Kreis wieder deutlich gewachsen. Von der Neueröffnung der Eisenbahnanbindung verspricht sich der Kreis wesentliche Wachstumsimpulse, etwa durch den wiederaufgenommenen Reisanbau. Durch Fortbildungsmaßnahmen insbesondere der genossenschaftlich organisierten Bauern soll die Produktion weiter gesteigert werden.
Die Kreisverwaltung hofft zudem auf zukünftige wirtschaftliche Impulse durch den Fremdenverkehr. Zu den Hauptanziehungspunkten für Besucher zählen die Felsmalereien Kawewe 1 und Kawewe 2, der Cameia-Nationalpark, und die Reste der kolonialen Festung Forte Cameia. Investitionen aus der Tourismusbranche lassen jedoch noch auf sich warten. Zudem hemmt bisher das Fehlen von Bankschaltern im Kreis die wirtschaftliche Entwicklung (Stand Mai 2013).
Für Mitte 2014 wurde die Fertigstellung und Inbetriebnahme einer Niederlassung der öffentlichen Bank BCI (Banco de Comércio e Indústria) in Cameia angekündigt. Durch deutliche Erleichterungen im Geldverkehr und der Auszahlung von Gehältern, insbesondere aber durch die nun mögliche Kreditvergabe an Kleinbauern und landwirtschaftliche Genossenschaften vor Ort soll die wirtschaftliche Entwicklung im Kreis nun weiter gefördert werden.